# Katherine Dreier
Katherine Sophie Dreier (Brooklyn, 10 settembre 1877 – New York, 29 marzo 1952) è stata una pittrice e mecenate statunitense di origine tedesca.

## Biografia

### Primi anni di vita
Katherine Dreier nacque a New York il 10 settembre 1877, esattamente trecento anni dopo Rubens. A questo proposito, lei dichiarò:
 Sin da giovane, Dreier operò nei servizi sociali come avevano da sempre fatto i suoi familiari, e si impegnò in varie cause benefiche e di carità. Nel 1900, sua madre fondò la German House for Recreation of Women and Children, di cui Katherine sarà tesoriera su base volontaria fino al 1909. Nel 1905, Dreier fondò la Little Italy Neighborhood Association di Brooklyn e ne fu presidente. Cinque anni dopo, divenne una delle prime direttrici della Manhattan Trade School, un'organizzazione che formava le ragazze nei mestieri manuali.

### Formazione
Nel frattempo, Dreier aveva preso lezioni d'arte ogni settimana quando aveva 12 anni, e frequentato la George Brackett, una scuola privata a Brooklyn. Più tardi si era formata presso la Brooklyn Art School (1895-7), e al Pratt Institute assieme alla sorella Dorothea (1900). Nel 1902 aveva viaggiato in Europa per studiare gli antichi maestri con Dorothea e Mary Quinn. Al suo ritorno in America, Dreier aveva tenuto lezioni private da Walter Shirlaw (1907), che le insegnò le basi della pittura e la incoraggiò a esprimere la sua espressione individuale, e per tre mesi da Louis-Joseph-Raphaël Collin (1907). Nel corso di un viaggio in Germania, fu anche allieva di Gustaf Britsch (1912), che considerava il più abile fra tutti gli insegnanti che aveva avuto. Mentre studiava con Britsch, si interessò all'arte moderna, e in modo particolare alla pittura astratta.

### Carriera

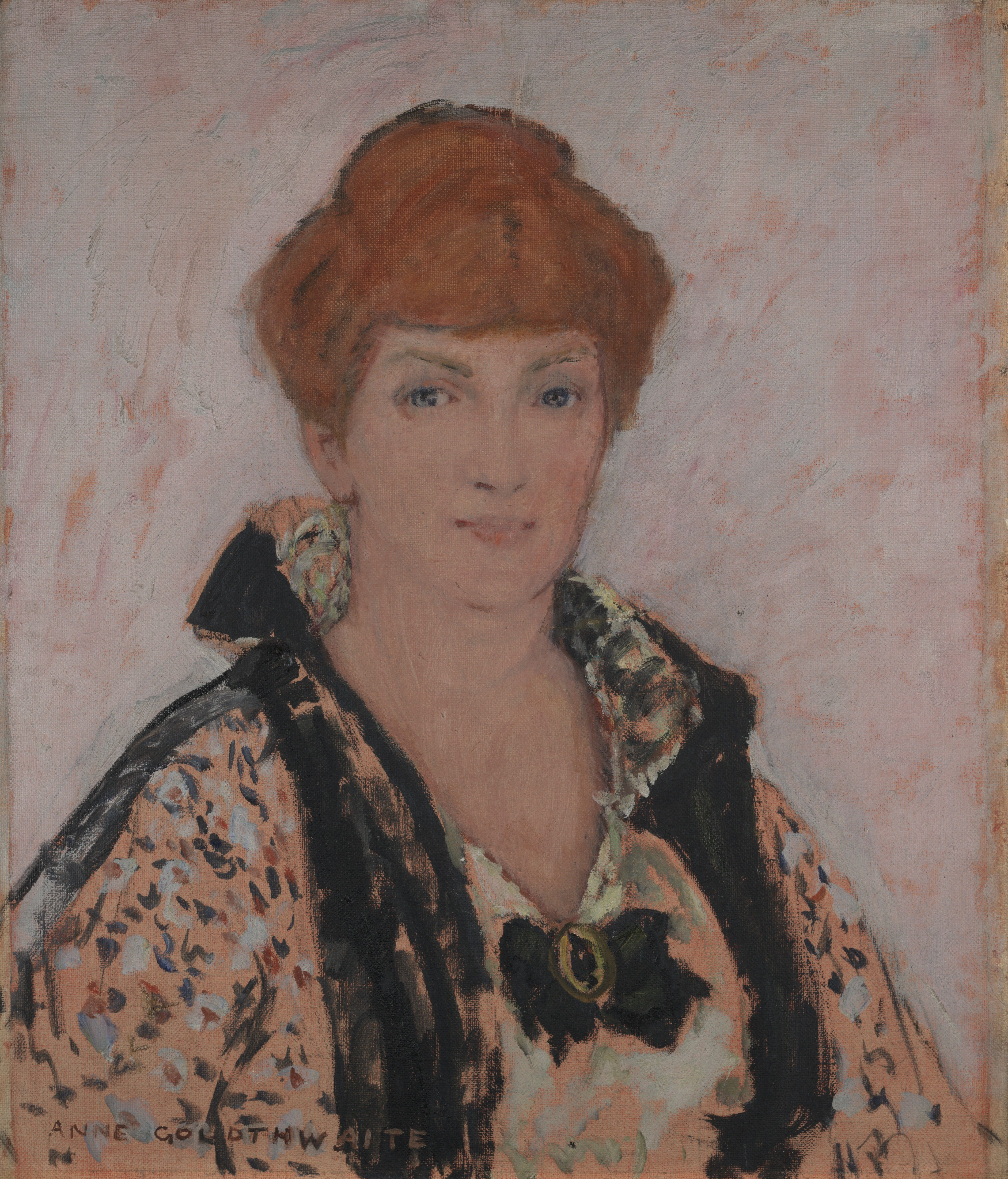
Ritratto di Katherine Dreier (ca. 1915-6) di Anne Goldthwaite

Nel 1905, Dreier creò una pala d'altare per la cappella della Saint Paul's School di Garden City, a New York. Nel 1909, Dreier andò a vivere a Londra, nel quartiere di Chelsea. Grazie a Elizabeth Robins, Dreier fece la conoscenza di artisti e scrittori della capitale inglese. Tuttavia, trascorse un periodo difficile, segnato da periodi di malattia e di insicurezza emotiva.
Nel 1912, Dreier tenne una mostra personale alle Doré Galleries di Londra e un'altra a Francoforte. La sua prima mostra negli USA venne invece tenuta alla MacBeth Gallery di New York.
Dreier fu anche una suffragetta. Partecipò in qualità di delegata al sesto congresso dell'International Alliance of Women, avvenuto a Stoccolma nel 1911. Quattro anni dopo era invece a capo del New York City's German-American Committee of the Woman Suffrage party.
Nel 1913 Dreier espose i suoi dipinti ad olio Blue Bowl e The Avenue, Holland all'Armory Show, la prima importante mostra d'arte moderna negli USA. Lì vide il Nudo che scende le scale n. 2 di Marcel Duchamp, l'opera più controversa dell'intero evento. Nel 1918, Dreier realizzò il Ritratto astratto di Marcel Duchamp, ispirato a Wassily Kandinsky e Duchamp, e prima opera dell'artista segnata dalle nuove tendenze.
In risposta alle critiche di cui fu bersaglio l'Armory Show, Dreier fondò il Cooperative Mural Workshop, un collettivo di breve durata che, stando alle parole dell'artista, "fonde arte e artigianato, dando vita a opere che uniscono l'utile al dilettevole". I membri del collettivo dipingevano murales, e organizzavano mostre e laboratori.
Attraverso il collezionista d'arte Walter Conrad Arensberg, Dreier conobbe artisti d'avanguardia statunitensi ed europei con i quali fondò la nuovaiorchese Society of Independent Artists. Duchamp, che faceva anch'esso parte del gruppo, di cui era considerato l'anima irriverente e una delle personalità di punta, divenne un amico e collaboratore di Dreier, e le permise di esporre due tele in occasione della prima mostra annuale della Society of Independent Artists (10 aprile-6 maggio 1917).
Dreier fu anche molto partecipe alle attività della Société Anonyme, da lei fondata insieme a Duchamp e il dadaista-surrealista Man Ray nel 1920. Scopo del gruppo era quello di "studiare e promuovere" varie forme di arte moderna, fra cui il cubismo, l'espressionismo, il dadaismo, il futurismo, e il bauhaus.
Dreier era anche membro dell'Abstraction-Création.
Nel 1926, l'artista inaugurò la prima grande mostra d'arte moderna in America tenuta dopo l'Armory Show. L'evento perdurò dal 19 novembre 1926 al 10 gennaio 1927 presso il Brooklyn Museum. Dreier visitò lo studio di Piet Mondrian a Parigi e permise a questi di esporre durante l'evento una delle sue composizioni a "diamante".
Nel 1923, Dreier pubblicò Western Art in the New Era, un libro sull'arte moderna in cui ammetteva apertamente di essersi ispirata a Kandinsky.
Nel 1930 e nel 1931, lei insegnò alla New School for Social Research e alla Rand School.
Nel 1933, anno in cui si tenne una retrospettiva delle sue opere presso l'Academy of Allied Arts di New York, Dreier pubblicò il libro Shawn the Dancer, dedicato all'amico ballerino Ted Shawn.
Nel corso della mostra 40 Variations del 1935, vennero esposte delle opere astratte di Dreier.

### Ultimi anni e morte
Sebbene Dreier soffrisse di una grave malattia che iniziò a manifestarsi intorno al 1942, lei continuò a dipingere, scrivere, e organizzare conferenze. L'artista morì a Milford il 29 marzo 1952 a causa di una cirrosi epatica non dovuta però all'assunzione di alcool.

## Vita privata

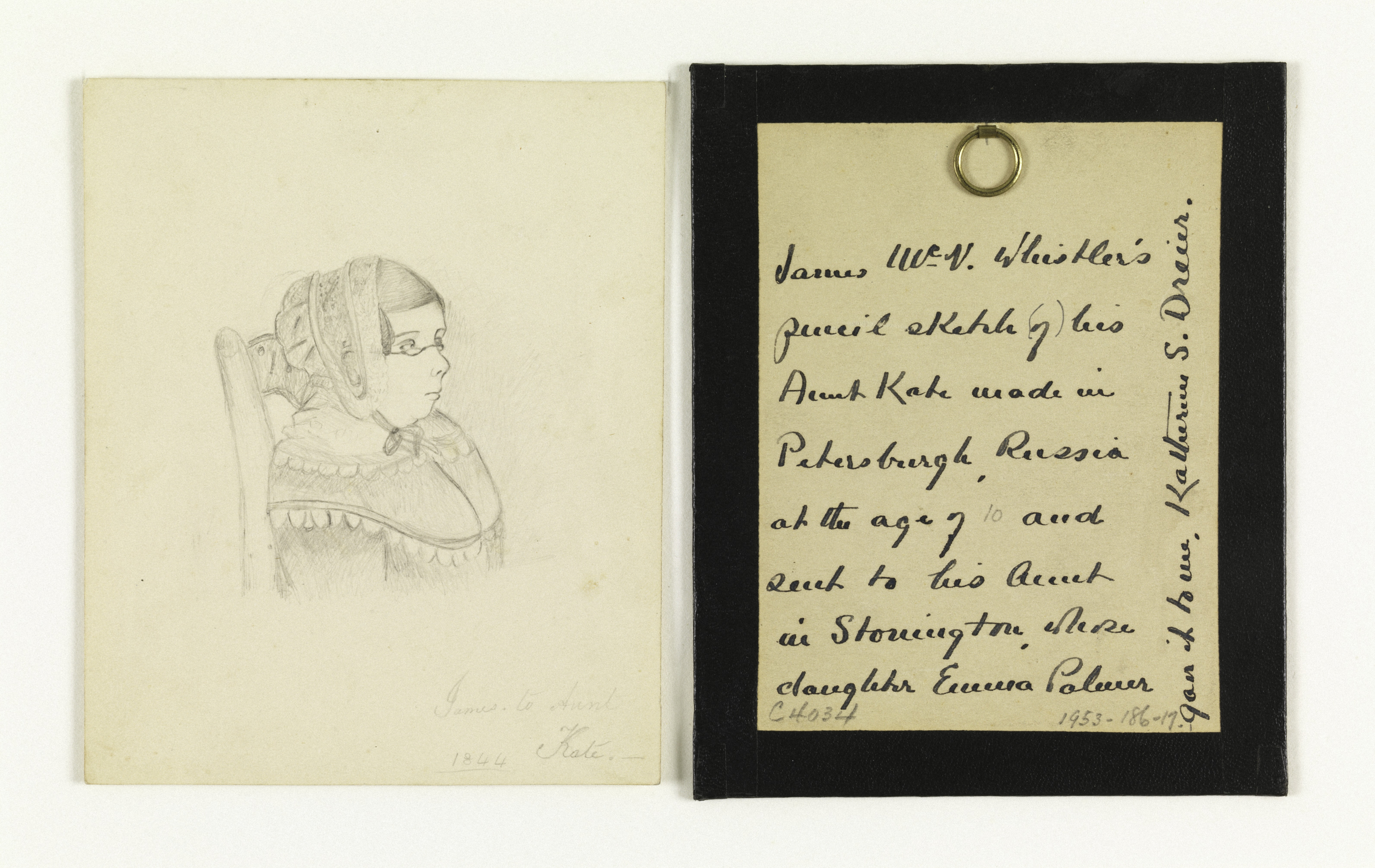
Disegno di Alicia McNeill, la zia di Dreier (1944)

Katherine Dreier era figlia di due emigrati tedeschi di nome Theodor Dreier, un uomo d'affari di successo, e Dorothea Adelheid (Dreier) Dreier. Entrambi erano cugini, e vivevano un tempo a Brema. Gli antenati dei genitori dell'artista erano leader civili e mercanti. Theodor arrivò negli Stati Uniti nel 1849, e divenne partner dell'azienda siderurgica inglese della filiale di New York di Naylor, Benson and Company. Sposò Dorothea nel 1864 durante una visita a Brema, la riportò con sé negli Stati Uniti, e vissero in un palazzo di arenaria marrone a Brooklyn Heights, a New York. La famiglia Dreier era molto unita, seguiva principi democratici, e amava le sue tradizioni tedesche. Quando i genitori di Katherine Dreieir morirono alla fine dell'Ottocento, lei ereditò una cospicua quantità di denaro.
Katherine Dreier era la più giovane di cinque fratelli, di cui un maschio e tre femmine. Due delle sue sorelle, Mary e Margaret, erano suffragette e riformatrici del lavoro. Sua sorella Dorothea era invece una pittrice post-impressionista. Katherine Dreier era particolarmente legata a Mary, che considerava una persona incredibilmente buona.
Nel 1911, mentre viveva a Londra, Dreier divenne la fidanzata del pittore Edward Trumbull, anche noto come Edward Trumbull-Smith, e lo sposò durante il mese di agosto dello stesso anno nella casa di lei presso il numero 6 di Montague Terrace, a New York. La cerimonia venne officiata dal cognato di Dreier Raymond Robins. Nonostante ciò, poche settimane dopo, Dreier scoprì che Trumbull era già sposato con un'altra donna (il coniuge riteneva infatti che "un matrimonio inglese non fosse legalmente vincolante in America"). Dreier spedì a tutti coloro che avevano ricevuto  l'annuncio di matrimonio un documento in cui veniva ufficializzata la fine della loro relazione, e tornò a Londra.

## Galleria d'immagini

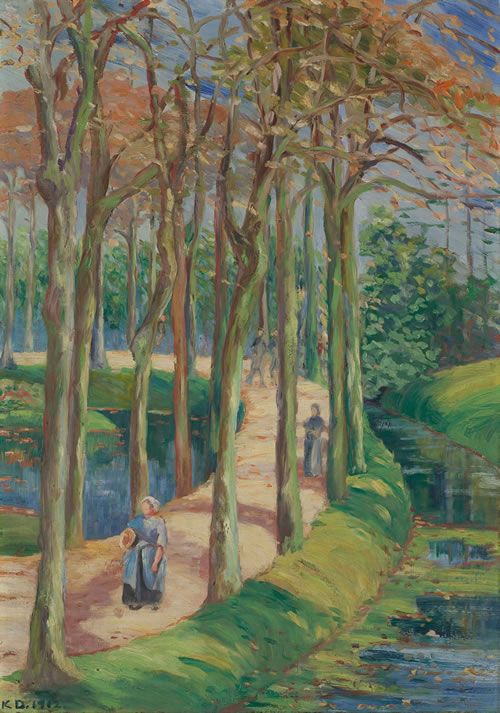
Landscape with figures in woods (ca. 1912-3)
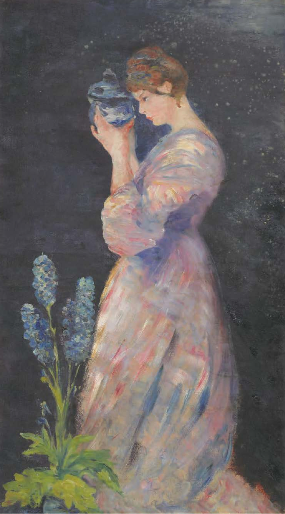
The Blue Bowl (1913)
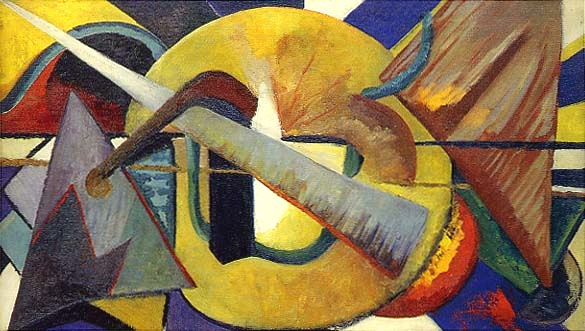
Abstract Painting of Marcel Duchamp (1918)
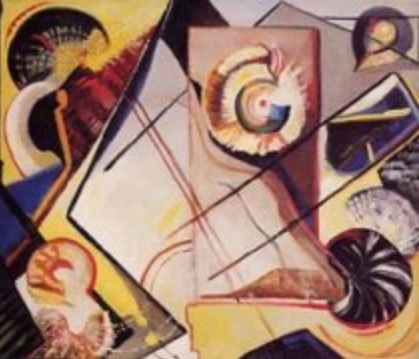
The Garden (1918)

## Opere
- Five Months in the Argentine From a Woman's Point of View, 1918 to 1919, 1920.
- Western Art in the New Era, 1923.
- Shawn the Dancer, 1933.